# Komitee zur Erforschung des oberen Kongo
Das Komitee zur Erforschung des oberen Kongo (französisch Comité d'études du Haut-Congo, CEHC) war ein am 25. November 1878 gegründetes Konsortium, das bereits im folgenden Jahr in der Internationalen Kongo-Gesellschaft (französisch Association internationale du Congo, AIC) aufging.

## Geschichte
Auf der vom belgischen König, Leopold II., einberufenen Konferenz waren Wirtschaftsvertreter aus Belgien, Deutschland, Frankreich Großbritannien und den Niederlanden anwesend, die das Komitee zur Erforschung des oberen Kongo gründeten, dessen Ziele vordergründig wissenschaftlicher und humanitärer Art waren. Es wurde ein gemeinsamer Fonds eingerichtet, zu dem Leopold mit 260.000 Franc einen Großteil beisteuerte und der die Expeditionen Henry Morton Stanleys für fünf Jahre finanzieren sollte. Den Vorsitz über das Komitee erhielt Oberst Maximilien Strauch, ein Vertrauter Leopolds.
Nachdem ein Investor aus den Niederlanden insolvent ging, nutzte Leopold die Chance und kaufte die Aktien der restlichen Anteilseigner auf, um das Komitee aufzulösen. Tatsächlich verwendete er den Namen noch drei Jahre weiter.